# Gare de Famechon
Gare de Famechon vasútállomás Franciaországban, Famechon településen.

## Vasútvonalak
Az állomást az alábbi vasútvonalak érintik:
- Amiens–Rouen-vasútvonal

## Kapcsolódó állomások
A vasútállomáshoz az alábbi állomások vannak a legközelebb: